# Larrea cuneifolia
Larrea cuneifolia là một loài thực vật có hoa trong họ Zygophyllaceae. Loài này được Cav. miêu tả khoa học đầu tiên năm 1800.